# ميشيل سميث (ممثلة أمريكية)
ميشيل سميث (بالإنجليزية: Michele Smith)‏ هي عارضة وممثلة أمريكية، ولدت في القرن العشرين في هاريسبرج في الولايات المتحدة.

## وصلات خارجية
- الموقع الرسمي
- ميشيل سميث على موقع IMDb (الإنجليزية)
- ميشيل سميث على موقع قاعدة بيانات الفيلم (الإنجليزية)